# Mitrov (Strážek)
Mitrov (německy Mitrau) je malá vesnice, část městyse Strážek v okrese Žďár nad Sázavou. Nachází se asi 2 km na východ od Strážku. V roce 2009 zde bylo evidováno 28 adres. V roce 2001 zde trvale žilo 148 obyvatel.
Mitrov je také název katastrálního území o rozloze 2,36 km2.

## Historie
První písemná zmínka o obci pochází z roku 1297.

## Pamětihodnosti
- hrad Mitrov
- zámek Mitrov